# Trichoclea u-scripta
Trichoclea u-scripta är en fjärilsart som beskrevs av Smith 1891. Trichoclea u-scripta ingår i släktet Trichoclea och familjen nattflyn. Inga underarter finns listade i Catalogue of Life.